# 34D/Gale
La Cometa Gale, formalmente indicata come 34D/Gale, è una cometa periodica del Sistema solare, appartenente alla famiglia delle comete gioviane. È stata scoperta a Sydney dall'astronomo Walter Frederick Gale il 7 giugno 1927 come un oggetto dell'ottava magnitudine.

## Storia delle osservazioni
Quando la cometa fu scoperta si trovava al massimo della sua luminosità, stato in cui persistette per qualche tempo, e nel giorno di massimo avvicinamento alla Terra. Quasi la totalità delle osservazioni della prima apparizione della Cometa Gale sono avvenute da osservatori astronomici presenti sul continente africano. Non fu possibile, infatti, seguirla con gli strumenti presenti negli Stati Uniti ed in Europa.
Fu ritrovata nel 1938 da Leland E. Cunningham, che aveva prodotto anche le previsioni più accurate per il suo ritorno. Furono registrate osservazioni contrastanti durante questa seconda apparizione, cosa che ha condotto a supporre che la cometa possa aver subito episodi minori di outburst.
La cometa fu cercata durante il suo terzo passaggio al perielio, previsto per il 1949, ma non fu trovata. Nelle successive occasioni non fu neppure cercata, perché i passaggi stessi davano luogo a situazione sfavorevoli per il suo recupero ed è oggi considerata perduta.

## Orbita
L'orbita calcolata per la Cometa Gale dopo le apparizioni del 1927 e 1938 potrebbe essere stata alterata dall'azione di forze non gravitazionali (derivanti, ad esempio, dall'azione propulsiva del materiale espulso dalla cometa), che potrebbero aver anticipato o ritardato la data del perielio di diverse settimane.
L'ultima orbita calcolata è altamente eccentrica, inclinata di circa 12° rispetto al piano dell'eclittica. L'afelio, prossimo all'orbita di Saturno, è a 8,70 UA dal Sole; il perielio, compreso tra le orbite di Marte e della Terra, è a 1,18 UA dal Sole. La cometa completa un'orbita in circa 11 anni.
La cometa Gale ha ripetuto diversi incontri ravvicinati con Giove e con la Terra. Nel 1911 la cometa è transitata a 0,11 UA dal gigante gassoso, mentre l'incontro del 7 giugno 1927 con il nostro pianeta ha sicuramente favorito la sua scoperta. Nel 1938 si è verificato un secondo avvicinamento stretto al nostro pianeta ed il prossimo è previsto per il 3 giugno 2049.